# 維日察河
53°49′55″N 18°50′10″E / 53.83194°N 18.83611°E

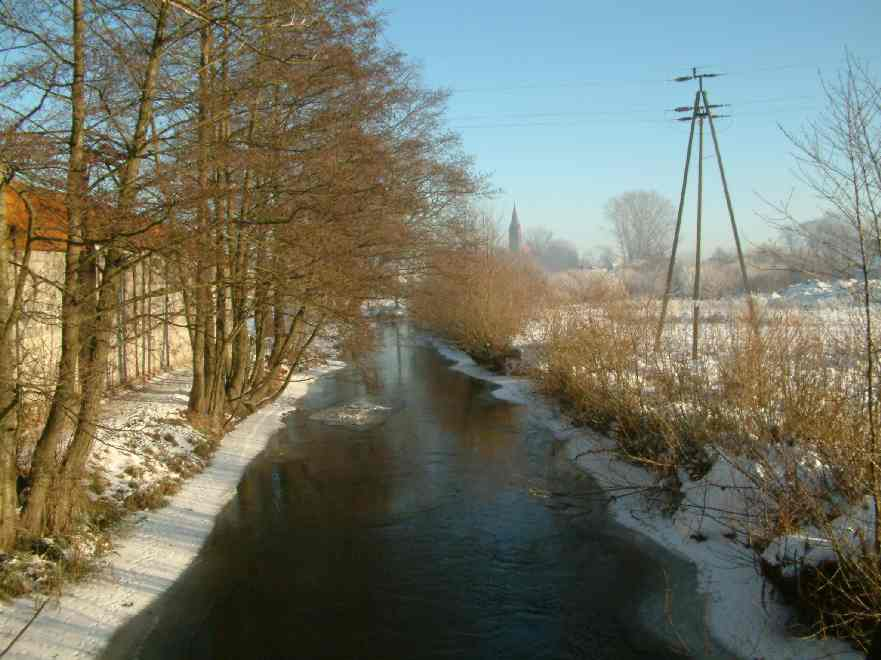

維日察河是波蘭的河流，位於該國北部，處於濱海省，屬於維斯瓦河的左支流，河道全長151公里，流域面積1,603平方公里，河口處在格涅夫。